# Julius Langbehn
Julius Langbehn est un idéologue völkisch né à Haderslev dans le Schleswig (aujourd'hui au Danemark) le 28 mars 1851 et mort à Rosenheim, dans les Alpes bavaroises, le 30 avril 1907.

## Biographie
Julius Langbehn est né dans le Schleswig, alors intégré au royaume de Danemark. Son père, directeur d'école, est renvoyé car il s'oppose à la politique danoise d'imposer le danois dans les écoles. Sa famille émigre alors dans le Holstein et vit pauvrement.

## Idées et philosophie
Dans le contexte de la Révolution conservatrice allemande des années 1890, Langbehn proclame sa haine de la démocratie, qui, à ses yeux, manque de consistance. Il appelle donc de ses vœux l'arrivée d'un homme providentiel, à la fois César et artiste, qui gouverne comme Bismarck, en satisfaisant les besoins du peuple, même contre la volonté de ce dernier.

### Rembrandt als Erzieher
En janvier 1890, paraît Rembrandt als Erzieher (Rembrandt éducateur), publié par C. L. Hirschfeld, éditeur de Leipzig. Écrit par un Allemand, cet ouvrage connaît un succès immédiat, notamment, en dehors des cercles völkisch, pour ses choix esthétiques, en rupture avec les canons de l'époque. Attribué, entre autres, à Paul de Lagarde, Le Rembrandt connait trente éditions entre 1890 et 1893.
Ni biographie, ni livre d'histoire de l'art, le Rembrandt de Langbehn dépeint le portait d'un Allemand parfait, un étalon avec lequel comparer son époque.
Admirateur du peintre, Langbehn souhaite faire de Rembrandt le prophète de l'Allemagne rénovée qu'il appelle de ses vœux, car le peintre a été en mesure de dépasser les contradictions qui l'animaient, et que Langbehn décèle dans sa peinture. Dans le cadre de ses recherches sur les Niederdeutsche, Langbehn exalte le paysan allemand de Saxe, auprès duquel Rembrandt a vécu et a trouvé son inspiration, sur ces plaines.
Le thème, s'il n'est pas Rembrandt, est en réalité la haine de la science et du scientisme, pensés comme recherche intéressée du savoir et comme moyen d'expliquer le monde, dans un contexte de découverte des mécanismes du corps humain et des règles qui régissent la nature. Ainsi, le savant doit, pour Langbehn, être un artiste, à l'image de Rembrandt ou de Kepler, mus l'un comme l'autre par des considérations avant tout esthétiques.
L'art n'est pas la seule préoccupation de Langbehn : l'histoire est aussi l'objet de ses sollicitudes. Critiquant Ranke, il défend une histoire subjective, patriotique et faisant dans ses présupposés une place à l'existence des races. Cette critique de l'Histoire débouche tout naturellement sur la critique des universitaires, trop spécialisés, trop formatés à son goût pour faire preuve de hauteur de vue, trop poussiéreux.
L'auteur est également le premier à faire systématiquement à la jeunesse allemande et à exalter son rôle dans la grandiose rénovation allemande qu'il appelle de ses vœux : sa charge contre les éducateurs, ses constants appels à la portion non encore éduquée de la jeunesse contribuent à en faire le penseur völkisch qui a ébauché un corpus pédagogique que ses successeurs reprennent et dont ils se servent dans les deux décennies qui s'écoulent entre la publication de son livre et le déclenchement du premier conflit mondial.

### Antisémitisme et conservatisme chez Langbehn
Admirateur d'un Moyen Âge, perçu comme immuable dans un contexte de modernisation accélérée de la société, monarchiste du surcroit, il renforce la place de cette période historique dans la pensée Völkisch, comme moment privilégié de la mise en place d'une religion germanique spécifique, intimement lié aux liens qui ont pu se créer entre le Volk et la nature.
Pour lui, le libéralisme et la modernité sont des symptômes de l'influence juive sur la société; Langbehn, exaltant un passé mythique, celui de la dynastie souabe et de la dynastie Hohenstaufen, reproche aux Juifs, maîtres et alliés aux libéraux, d'avoir été les instigateurs de la remise en cause de l'ordre médiéval, juste et équilibré. Ainsi, hostile à la modernité, dont les Juifs sont le principal bénéficiaire, il en vient à être antisémite.
Cet antisémitisme, intimement lié à sa conception du Volk, connaît des évolutions au fil des années: dans un premier temps, les Juifs, surtout les Juifs orthodoxes, sont considérés comme un Volk spécifique, puis, la prise en compte dans ses idées de l'existence de Juifs assimilés le pousse à prôner l'élimination des Juifs, comme on élimine « la peste et le choléra ». Les Juifs, de simples représentants d'un autre Volk, deviennent au fil des années, les principaux dépositaires des intérêts hostiles à la réalisation des aspirations du Volk germanique.

### À la recherche d'un Führer
À partir de la mort de Bismarck, Langbehn pense l'Allemagne comme un pays en grand danger. En effet, à ses yeux, le Volk allemand a besoin d'un nouveau chef, d'un Führer, capable de comprendre le Volk et de le guider; il rappelle à cette occasion un étymologie du mot Volk, qui vient de folgen (suivre) : le Volk est donc constitué de ceux qui suivent leur guide, le Führer (ainsi, Langbehn insiste sur le maintien chez les Allemands de la capacité à obéir). Ainsi, le retrait de Bismarck a transformé le Reich en république dirigée par un empereur pompeux et prétentieux. Selon lui, cet empereur doit avoir une doublure aussi discrète que Guillaume II est visible, un empereur secret, capable de transcender les divisions du Volk par la Kultur germanique. Cet empereur serait à la fois Luther et Shakespeare, à la fois héros culturel et dirigeant politique, apte à mener à bien la réforme morale qui donnera à l'Allemagne la force et les moyens de diriger le monde.

## Réception de ses idées
Son ouvrage sur Rembrandt connaît un franc succès : ses 39 premières éditions (entre 1890 et 1893) se vendent comme des petits pains et ne tardent à susciter un large débat en Allemagne et en Autriche. En effet, il oppose Rembrandt, le Kunstpolitiker, à Bismarck, le Realpolitiker, peu de temps après l'éviction de Bismarck, dans un contexte de rejet du conformisme artistique qui semble sévir dans le Reich. Ainsi apparaît la figure du Rembrandtdeutscher, noble de cœur, ambitieux pour l'Allemagne. Cet engouement pour le Rembrandt est relayé dans la presse et dans les milieux universitaires, qui s'accordent sur le caractère étonnant des thèses de l'ouvrage, mais s'interrogent sur les raisons de son succès; par ailleurs, beaucoup de pamphlets et d'articles dans les revues scientifiques et artistiques se positionnent par rapport aux thèses développées par Langbehn, de manière tranchée ou plus nuancée: des critiques sur les idées, le style, dans l'ensemble du spectre politique, culturel ou artistique, créent les conditions d'un véritable débat de société ; ce débat de société facilite le succès de l'ouvrage et la diffusion des idées qui y sont développées.